# Lupinus reitzii
Lupinus reitzii là một loài thực vật có hoa trong họ Đậu. Loài này được Burkart ex M. Pinheiro & Miotto mô tả khoa học đầu tiên năm 2005.